# パフトキシン
パフトキシン（Pahutoxin）またはオストラキトキシン（Ostracitoxin）は、アルカロイドの一種。ハコフグ等のハコフグ科の魚類の皮膚から分泌される神経毒である。名称は、ハワイ語でハコフグを意味するパフに由来する。
界面活性剤の構造をしており、強いイクシオトキシンとして働く。ハコフグにストレスがかかると分泌されることが知られており、他の魚種と同じ水槽での飼育が避けられる要因となっている。この毒は、ある程度の耐性はあるもののハコフグ自体にも影響を及ぼす事が知られている。
ハコフグによる食中毒の事例はパリトキシンによるものであるが、食品衛生法に基づく通知により皮の販売も禁止されている。